# Chrysolina paradoxa
Chrysolina paradoxa é uma espécie de artrópode pertencente à família Chrysomelidae.